# Microphaea acidaliata
Microphaea acidaliata är en fjärilsart som beskrevs av Paul Dognin 1914. Microphaea acidaliata ingår i släktet Microphaea och familjen nattflyn. Inga underarter finns listade i Catalogue of Life.